# Robert Tewsley
Robert Tewsley (Leicester, 1972) è un ex ballerino britannico. Durante la sua carriera è stato primo ballerino del National Ballet of Canada, del Balletto di Stoccarda, del Royal Ballet e del New York City Ballet.

## Biografia
Robert Tewsley ha studiato danza alla Royal Ballet School e, dopo essersi diplomato nel 1990, è stato scritturato dal National Ballet of Canada. Nel 1993 è stato promosso al rango di solista e nel 1994, dopo aver rimpiazzato un ballerino infortunato nel ruolo di Franz ne La fille mal gardée di Frederick Ashton, è stato proclamato primo ballerino della compagnia. Nei suoi sei anni con il National Ballet of Canada ha danzato in ruoli da protagonista in balletti di Ashton, John Cranko, Rudol'f Nureev, Kenneth MacMillan e Jiří Kylián.
Nel gennaio 1996 ha danzato al Teatro dell'Opera di Roma, interpretando Lensky in un allestimento dell'Onegin con Alessandra Ferri e Rex Harrington. Sempre nel 1996 si è unito al Balletto di Stoccarda in veste di primo ballerino e nei sei anni successivi ha ampliato notevolmente il suo repertorio, aggiungendovi tutti i maggiori ruoli maschili coreografi da Cranko e diverse parti create da John Neumeier, David Bintley e William Forsythe. Ha ottenuto grandi apprezzamenti di critica e pubblico come interprete dell'opera di George Balanchine e, in particolare, del Tchaikovsky Pas de Deux e Apollon musagète. Nel 2000 ha ottenuto una candidatura al Prix Benois de la Danse per il suo Albrecht in Giselle.
Nella stagione 2001/2002 ha danzato come étoile ospite con il Royal Ballet di Londra, danzando nei ruoli dell'eponimo protagonista dell'Onegin di Cranko, di Siegfried ne Il lago dei cigni di Sir Anthony Dowell e di Albrecht nella Giselle di Sir Peter Wright. Nell'autunno del 2002 è stato ufficialmente scritturato dal Royal Ballet in veste di primo ballerino e ha danzato nel ruolo del protagonista Rodolfo nel Mayerling di MacMillan. Insoddisfatto dal numero ridotto di rappresentazioni in cui avrebbe danzato, due mesi dopo Tewsley ha lasciato il Covent Garden e nel novembre dello stesso anno è entrato nei ranghi del New York City Ballet, ancora una volta in veste di primo ballerino. Ha danzato con la compagnia per due anni, durante i quali è tornato a danzare con successo ruoli scritti da Balanchine, tra cui il Principe ne Lo schiaccianoci e Apollo nell'Apollon musagète, grazie al quale ha ottenuto la sua seconda candidatura al Prix Benois nel 2002.
Nel 2004 ha lasciato la compagnia per dedicarsi alla carriera freelance. Nella stagione 2005/2006 ha danzato al Teatro alla Scala come primo ballerino ospite e, in questa veste, ha interpretato il Principe nella Cenerentola di Nureev e Johann ne Il pipistrello di Roland Petit, ballando anche nell'allestimento di Didone ed Enea diretto da Wayne McGregor. Nel 2008 è tornato ad interpretare il principe Rodolfo in occasione della prima viennese del Mayerling di MacMillan. Ha continuato a danzare come ospite con le maggiori compagnie fino al 2014, quando ha dato il suo addio alle scene al Nuovo teatro nazionale di Tokyo. Da allora si è dedicato all'insegnamento.